# Астахново (Пушкіногорський район)
Астахново (рос. Астахново) — присілок в Пушкіногорському районі Псковської області Російської Федерації.
Населення становить 171 особу. Входить до складу муніципального утворення Муніципальне утворення Пушкіногор'я.

## Історія
Від 2015 року входить до складу муніципального утворення Муніципальне утворення Пушкіногор'я.

## Населення
| 2001 | 2002 | 2010 |
| ---- | ---- | ---- |
| 194  | ↘167 | ↗171 |